# Alpaida alvarengai
Alpaida alvarengai är en spindelart som beskrevs av Levi 1988. Alpaida alvarengai ingår i släktet Alpaida och familjen hjulspindlar. Inga underarter finns listade i Catalogue of Life.